# Čertova pláň (Krkonoše)
Čertova pláň (německy Teufelsplan) je vrchol v České republice ležící v Krkonoších.

## Geomorfologické zařazení
Hora se nachází v geomorfologickém celku Krkonoše, podcelku Krkonošské rozsochy, okrsku Vilémovská hornatina a podokrsku Rokytnická hornatina.

## Poloha
Čertova pláň je součástí rozsochy vybíhající z Lysé hory západním směrem. Asi 3,5 km na severozápad se nachází Harrachov, přímo pod jižním svahem pak Rokytnice nad Jizerou. Východním směrem od vrcholu se ve vzdálenosti asi 700 metrů nachází sedlo Ručičky, které ji odděluje od masívu Lysé hory. Klesání do tohoto sedla je minimální počítané v jednotkách metrů. Od západně položené Studené odděluje Čertovu pláň sedlo výraznější s nadmořskou výškou 917 metrů. V jižním svahu se nachází boční vrchol s nadmořskou výškou 858 metrů nazývaný Kostelní vrch. Severní svah je prudký a se značnějším převýšením. Vrchol se nachází na území Krkonošského národního parku, jižní svah v jeho ochranném pásmu.

## Vodstvo
Studená spadá do povodí Jizery. Rýžovištní potok protékající pod severním svahem je levým přítokem Mumlavy. Potoky stékající z jižního svahu jsou pravými přítoky Huťského potoka.

## Vegetace
Vrcholové partie Studené jsou souvisle zalesněny, převahu zde má smrk ztepilý. Luční enkláva Hoření domky zasahuje do jihovýchodního svahu.

## Komunikace
Přímo přes vrchol je vedena asfaltová pro běžný provoz uzavřená komunikace z Dvoraček do Studenova, která je sledována modře značenou trasou 1894. Jižním svahem přes sedlo Kostelního vrchu klesá žlutě značená trasa 7307 z Vosecké boudy do Rokytnice nad Jizerou.